# Credo (Giorgia)
Credo è il terzo singolo estratto dal decimo album di inediti della cantautrice italiana Giorgia, Oronero, in rotazione radiofonica dal 14 aprile 2017 per l'etichetta discografica Microphonica distribuita dalla Sony.

## Pubblicazione
Il 24 marzo 2017 viene annunciato proprio durante la data dell'Oronero Tour tenutasi a Milano che il terzo singolo estratto dall'album Oronero sarebbe stato il brano Credo. Il brano entra poco dopo in rotazione radiofonica, dal 14 aprile 2017.

## Descrizione
Il singolo, un pezzo pop molto rimato ed estivo, annovera fra gli autori del testo e della musica artisti come Tony Maiello, Daniele Rea, Domenico Abate ed Enrico Palmosi.

## Video musicale
Il 24 aprile 2017 viene mostrato in anteprima sul canale VEVO della cantante il videoclip che accompagna l'uscita del singolo. Il video è stato girato come per il precedente brano, Vanità, dal regista Cosimo Alemà. Fra scene di ballo e giochi in spiaggia, il video ruota attorno al concetto del riscatto: credere nelle proprie passioni, fino all'accettazione di se stessi. Nel video la cantante utilizza dei tacchi da 12 cm, grazie a essi riesce a raggiungere il metro e 84 di altezza.

## Tracce
1. Credo – 2:56 (Tony Maiello, Daniele Rea, Domenico Abate, Enrico Palmosi)

## Classifiche
| Classifica (2017) | Posizione massima |
| ----------------- | ----------------- |
| Italia            | 54                |